# 가톨릭 이르쿠츠크 교구
가톨릭 이르쿠츠크 교구 또는 이르쿠츠크의 성 요셉 교구(라틴어: Dioecesis Ircutscana Sancti Iosephi, 러시아어: Епархия Святого Иосифа в Иркутске)는 가톨릭 모스크바 대교구의 관하 교구이다. 이르쿠츠크 교구는 세계 가톨릭 교구들을 통틀어 가장 광활한 지역을 관할하고 있는데, 그 넓이가 9,960,000 km2에 달한다.
1999년 5월 18일 시베리아 교황청 관리구에서 동시베리아 교황청 관리구로 분할된 것이 2002년 2월 11일 이르쿠츠크의 성 요셉 교구로 승격되었다.

## 역대 교구장
- 제르지 마주르 주교 (2002년 2월 11일 - 2003년 4월 17일)
- 키릴 클리모비츠 주교 (2003년 4월 17일 - )